# Elektro Maribor
Elektro Maribor je drugo največje podjetje za distribucijo električne energije v Sloveniji.
Skupino Elektro Maribor sestavljajo obvladujoča družba Elektro Maribor d.d. ter odvisni družbi Energija Plus d.o.o. in OVEN Elektro Maribor d.o.o.

## Dejavnost
Družba Elektro Maribor, podjetje za distribucijo električne energije d.d. je sestavni del elektroenergetskega sistema Republike Slovenije in je eno izmed petih podjetij za distribucijo električne energije v Republiki Sloveniji.
V skladu z veljavno zakonodajo opravlja družba regulirano dejavnost v zvezi z elektrodistribucijskim sistemom in izvaja celovite elektroenergetske storitve.
S sklepom Vlade Republike Slovenije je novembra leta 2019 določeno, da je družba izvajalec bistvenih storitev na področju energije, podpodročje elektrika, in sicer za storitev distribucije električne energije.

### Najpomembnejše dejavnosti
Najpomembnejši dejavnosti družbe sta: 
- distribucija električne energije (35.130) in
- gradnja objektov oskrbne infrastrukture za elektriko in telekomunikacije (42.220).

### Regulirana dejavnost
Delniška družba Elektro Maribor je lastnica elektrodistribucijske infrastrukture in izvaja storitve za distribucijskega operaterja.
Dejavnost distribucije električne energije je bistvena pri zagotavljanju oskrbe z energijo končnim uporabnikom. Kot bistvena in kritična je opredeljena tudi v Zakonu o kritični infrastrukturi in Zakonu o informacijski varnosti.
Kot izvajalec dejavnosti distribucijskega operaterja je družba odgovorna za obratovanje, vzdrževanje in razvoj distribucijskega sistema električne energije na svojem območju, za medsebojne povezave z drugimi sistemi in za zagotavljanje dolgoročne zmogljivosti sistema za zadovoljitev razumnih potreb po distribuciji električne energije.
Osnovne dejavnosti družbe so: 
- Obratovanje in tehnološki razvoj: zanesljiva dobava električne energije z minimalnimi časi prekinitev zaradi lastnih vzrokov.
- Vzdrževanje: ohranjanje kvalitete stanja distribucijskega elektroenergetskega sistema, ki omogoča obratovalne sposobnosti in oskrbe odjemalcev z električno energijo, kot je določeno s projektnimi parametri ob izgradnji naprav in objektov.
- Storitve distribucijskega omrežja: partnerski poslovni odnos z odjemalci, temelječ na transparentnih, zakonitih ter fleksibilnih postopkih.
- Investicije v elektrodistribucijske objekte in naprave.

### Storitve
Družba izvaja celovite storitve za naročnike: svetovanje, projektiranje, gradnja in vzdrževanje elektroenergetskih objektov in naprav :
- Gradbeno montažne storitve: izgradnja razdelilnih transformatorskih postaj (RTP), daljnovodov, kablovodov, transformatorskih postaj (TP) in postrojev, izgradnja javnih razsvetljav, nizkonapetostnih (NN) električnih priključkov za odjemalce, izgradnja sončnih elektrarn, kompenzacijskih naprav, izvedba industrijskih elektroinštalacijskih del in zaščitnih strelovodnih naprav, izvedba storitev z gradbeno mehanizacijo in voznim parkom.
- Vzdrževanje elektroenergetskih objektov: servisiranje, vzdrževanje, izvedba remontov, rekonstrukcij in upravljanje elektroenergetskih objektov in naprav, pregledi in meritve električnih instalacij, ozemljitvenih sistemov ter zaščite, meritve in napetostni preizkusi srednjenapetostnih (SN) in NN kablovodov, meritve na energetskih transformatorjih, nastavitve in preizkusi zaščitnih relejev, meritve kakovosti napetosti po SIST EN 50160, energetsko svetovanje, preverjanje električnih karakteristik modulov in meritve izkoristka fotovoltaičnih sistemov, pregledi elektro opreme s termografsko kamero.
- Projektiranje in inženiring: optimiranje izvedbe vseh investicij na naročnikovi energetski infrastrukturi. Izvajanje celovitega projektnega in izvedbenega inženiring za investitorje: svetovanje, idejni projekt, projektna dokumentacija, vodenje postopkov pridobitve gradbenega in uporabnega dovoljenja, ureditev lastniških razmerij, izvajanje del ali strokovni nadzor nad njihovim izvajanjem in ureditev začasne ali stalne priključitve objektov na distribucijsko omrežje.
- Elektro in kovinska delavnica: izdelava in opremljanje priključno merilnih omaric, NN stikalnih blokov, sanacija kovinskih konstrukcij (nosilci, konzole, podstavki, obesni material, jambori, kandelabri, ograje, nadstrešnice, vijačni material ...) v skladu s standardom SIST EN 1090-1 in varjenje kovinskih elementov v skladu s standardom SIST EN ISO 3834.
- Transformatorska delavnica: revizije visokonapetostnih oljnih distribucijskih transformatorjev moči 35 kVA do 1.600 kVA. Izvedba kompletne tesnitve in meritve transformatorjev: defektaže in revizije transformatorjev v delavnici in meritve električnih veličin, prebojne trdnosti transformatorskega olja, izolacijske upornosti transformatorjev in izdelava merilnih listov.

### Merilni laboratorij
Družba ima merilni laboratorij, ki izvaja kontrolo in overitev obračunskih meril, električnih števcev in merilnih transformatorjev, po postopkih s katerimi zagotavlja neodvisnost in nepristranskost meritev.
Laboratorij deluje kot akreditiran kontrolni organ tipa C, v skladu s standardom SIST EN ISO/IEC 17020. Akreditacijo so razširili na strokovno področje kalibracijskega in preskuševalnega laboratorija. Kontrola in overitev meril se izvaja v prostorih kontrolnega organa in na terenu v mobilnem merilnem laboratoriju.
Izvajajo kalibracijo števcev električne energije. V skladu s standardom SIST EN ISO/IEC 17025 izvajajo meritve neionizirajočega elektromagnetnega sevanja.

## Uporabniki
Uporabniki so odjemalci in / ali proizvajalci.

### Odjemalci
Elektro Maribor z električno energijo oskrbuje več kot 218.000 odjemalcev na 3.850 km2 velikem preskrbovalnem območju v Severovzhodni Sloveniji, kjer je 74 občin. Družba oskrbuje z električno energijo 22,7 % vseh slovenskih odjemalcev, ki živijo v 34,9 % slovenskih občin.
Število merilnih mest odjemalcev se ves čas povečuje. Leta 1980 jih je bilo nekaj več kot 153.000, do leta 2019 se je njihovo število povečalo za več kot 65.000 oziroma za 43 %. V letih 1980-1989 se je število merilnih mest odjemalcev povečalo za več kot 24.000 (povprečna letna stopnja rasti 1,6 %), v letih 1990-1999 in 2000-2009 za 14.300 oziroma 16.000 (povprečna letna stopnja rasti 0,9 %). V letih 2010-2019 se je število merilnih mest odjemalcev povečalo za skoraj 7.000 (povprečna letna stopnja rasti 0,4 %).
Največ je merilnih mest gospodinjskih odjemalcev, leta 2019 jih je bilo 194.446. Na nizki in srednji napetosti je bilo istega leta 24.113 merilnih mest poslovnih odjemalcev. Med tem ko se je v celotnem obdobju od leta 1980 število merilnih mest gospodinjskih odjemalcev povečalo za dobro tretjino, se je število merilnih mest poslovnih odjemalcev več kot podvojilo.
Gospodinjski odjemalci predstavljajo približno 89 % vseh merilnih mest, imajo 68 % priključne moči in 34 % odjema električne energije. Poslovni odjemalci predstavljajo 11 % merilnih mest, imajo 32 % obračunske moči in 66 % odjema električne energije.
Na območju Elektro Maribor je v sistem daljinskega merjenja vključeno 63 % vseh odjemalcev, kar je nad slovenskim povprečjem.

### Proizvajalci
Leta 1991 je bilo na distribucijskem omrežju družbe Elektro Maribor 21 distribucijskih proizvodnih virov skupne moči 14,1 kW, leta 2002 je bilo 36 proizvodnih virov, leta 2009 pa 119. V štirih letih do vključno leta 2012 se je število distribucijskih proizvodnih virov povečalo za 1.079, moč pa za 106,3 MW. V treh letih, od leta 2017 do leta 2019 pa se je število proizvodnih virov povečalo za 1.96, moč pa za 17,9 MW. Povečanje v prvem omenjenem obdobju gre predvsem na račun zelo ugodne podporne sheme, v slednjem obdobju pa na račun zelo ugodnih tako imenovanih samooskrb. Povprečna moč v letu 2019 priključenih elektrarn je bila 12 kW.
Med vsemi proizvodnimi viri na distribucijskem omrežju imajo sončne elektrarne 93 % delež v številu, 56 % delež v moči in 28 % delež v proizvedeni energiji. Male in srednje hidroelektrarne imajo 1,5 % delež v številu, 8 % delež v moči in 15 % delež v proizvedeni energiji. Plinske kogeneracije imajo 4,6 % delež v številu, 22 % delež v moči in 35 % delež v proizvedeni energiji. Elektrarne na biomaso imajo 0,8 % delež v številu, 14 % delež v moči in 22 % delež v proizvedeni energiji. 
Priključevanje velikega števila majhnih proizvodnih virov zahteva precejšnja dodatna vlaganja v elektrodistribucijsko omrežje, zlasti zaradi potrebnih ojačitev in regulacij.